# نص سردي (أدب)
النص السردي هو سرد الأحداث ونقلها باستعمال اللغة أو التصوير أو غيرها من وسائل التعبير، وهو نوع من أنواع النصوص كالوصف والحوار وغيرهما... وينبغي أن يتوفر في النص السردي مايأتي:
1. وجود سلسلة من الأحداث المرتبة زمنيا تعاقبيا أو ترتيبا سببيا منطقيا، بحيث لايكون الواقع معزولا بعضه عن بعض.
2. حدوث تغيرات أو تحولات فيما تقوم به الشخصيات من أحداث
3. وحدة الموضوع والحدث.
4. اشتمال النص على مغزى صريح أو ضمني، أي على عبرة أخلاقية أو سياسية أو غيرهما تكون هي الغاية من وجوده.

ويندرج في مفهوم النص السردي أنواع مختلفة من النصوص، منها القصة والرواية والخرافة والتاريخ والخبر الصحفي العابر، وغيرها.

## الفرق بين الكاتب والشخصية والسارد
إن التمييز بين بعض المفاهيم المتداخلة في عملية السرد، كمفاهيم الكاتب والشخصية والسارد، أمر لا يخلو من أهمية في الدراسة السردية:
- الكاتب

فالكاتب هو مؤلف النص ومبدعه، ونجد اسمه في غلاف الرواية أو القصة أو السيرة، لكنه بواسطة التقنيات السردية، كثيرا مايختفي في النص السردي، متخليا عن حقه في السرد مُنِيباً عنه يقوم مقامه في رواية الأحداث. والصوت الذي نسمعه في النص  السردي ليس صوت المؤلف بالضرورة، فقد يكون صوت السارد أو أحد الشخصيات النص السردي.
- الشخصية

وأما الشخصية فواحدة من المخلوقات التي يبتدعها المؤلف، لِتُعَايِشَ وقائع الحكاية وتُعَانِيَ تفاصيلها، وتتصرف داخل الحكاية، بحيث تقوم بالدور المسند إليها في الحكاية، وتعمل على إبرازه بمميزات الشخصية المرتبطة بها دون غيرها من الشخصيات الأخرى.
- السارد

وأما السارد فهو من يروي الحكاية ويقصها، وهو، غالبا غير الكاتب، وقد يكون في بعض الأنواع السردية هو الكاتب نفسه، كما في السيرة الذاتية مثلا. ويختفي السارد عادة وراء قناع أو أقنعة تروي الأحداث، إذن يمكن أن يكون شخصية من شخصيات النص السردي، يتحدث بلسانها ويحس بعواطفها، وينقل المشاهد بعينها. ويضطلع السارد بعدة وظائف منها: عرض الأحداث وتحريكها، وتوجيه السرد والتعليق عليه، والاتصال بالقارئ، والشهادة على صحة الحكاية.

## المنظور السردي
يجيب مفهوم المنظور السردي عن هذا السؤال 
«مَنْ يَسْرُدُ الْحِكَايَة»؟
ويمكن أن نفرق بين منظورين أساسيين هما:
1. منظور السرد المعتمد على استعمال ضمير المتكلم بواسطة سارد حاضر في النص.
2. منظور السرد المعتمد على استعمال ضمير الغائب بواسطة سارد غائب عن الحكاية.

## الرؤية السردية
أما مفهوم الرؤية السردية فيجيب عن هذا السؤال:
«من يعايش الأحداث ويحس بآثارها»؟
ويمكن أن تأخد الرؤية السردية ثلاثة مظاهر مختلفة:
- الرؤية من الخلف:

وذلك حين يكون السارد عليما بكل شيء عن شخصيات الحكاية، ولايكون لهؤلاء أسرار يخفونها عنه.
- الرؤية من الخارج:

وذلك إذا كان السارد يعرف أقل مما تعرفه أي شخصية من شخصيات الحكاية، ولا يستطيع أن ينفذ إلى أي ضمير من الضمائر.
- الرؤية المصاحبة:

وذلك حين تكون معرفة السارد مساوية لمعرفة الشخصية الحكائية فقط، ولا يستطيع أن يمدنا بتفسير للأحداث.

## أشكال السرد
السرد نشاط زمني إذ يبين كيفية إدراك السارد للوقائع والأحداث على محور الزمن. وإذا كان الزمن الطبيعي متصل الحلقات، يسير متسلسلا في اتجاه واحد، فإن الزمن السردي لايسير على نفس النظام بل يسمح بالتداخل والتراكب والتقطع. ولهذا يعتبر الزمن عنصر أساسيا في التمييز بين أشكال السرد الآتية:
- السرد المتسلسل:

يقوم على نظام خطي في تصور الزمن، إذ يتبع السارد في روايته الترتيب المتدرج لوقوع الأحداث، ويستعمل هذا النظام في نصوص اليوميات أو نصوص السرد التاريخي.
فالحدث الأول يحكيه السارد في الزمن الأول، وبعد وقوع حدث ثان ينتقل السارد إلى الحديث عنه في زمن ثان، وهكذا  بالترتيب.
ويضاف إلى ماتقدم أن السرد المتسلسل يخضع لترتيب عناصر السردية فيمر بالبداية، فالحدث المحرك، فالعقدة، والحل، ثم النهاية.
- السرد المتقطع:

ويقوم على عدم احترام التسلسل المنطقي لوقوع الأحداث، إذ قد يشرع السارد  في تقديم الحكاية من آخر حدث عرفته ثم ينتقل بعد ذلك إلى الحديث عن حدث وقع في بدايتها، بكيفية تعمق الفرق بين زمن الحكاية وزمن السرد، معتمدا على تقنيات كثيرة: 
كالحذف، والإسترجاع، والتلخيص، والوصف...
- السرد التناوبي:

تحكى بواسطته مجموعة من القصص بالتناوب، تبدأ قصة ثم تتولها أخرى ثم إلى الأولى ثم إلى الثانية وهكذا .
ويشترط فيه وجود قواسم مشتركة بين الشخصيات والأحداث.
ونجد نماذج لهذا السرد في المسلسلات التلفزيونية.